# 劉栄祖
劉栄祖（劉榮祖、りゅう えいそ、? - 424年）は、東晋から南朝宋にかけての軍人。本貫は彭城郡彭城県安上里。

## 経歴
劉懐慎の庶長子として生まれた。若くして騎射を好み、劉裕の知遇をえた。義熙6年（410年）、盧循の軍が小艦に分乗して建康を守る防柵に迫ると、劉裕は敵に矢を射かけないよう全軍に命じた。しかし栄祖は禁を犯して弓矢を射かけ、弦に応じて敵兵を倒した。戦功により参太尉軍事となった。義熙11年（415年）、司馬休之の乱の討伐に従軍した。彭城国内史の徐達之が敗れると、諸将の士気は下がったが、栄祖はますます好戦的な態度を示したため、劉裕は着ていた鎧を脱いで栄祖に与えた。栄祖は部下を率いて敵陣に突入し、体に多くの傷を負いながら奮戦して、出会う敵を敗走させた。振威将軍の号を受けた。まもなく劉義符の下で参征虜軍事となり、遂成県令を兼ねた。
義熙12年（416年）、劉裕が北伐すると、栄祖は鎮西中兵参軍となり、寧遠将軍の号を受けた。水軍で黄河に入ると、朱超石とともに半城で北魏の長孫嵩の軍を破り、また劉度塁を攻撃して落とした。太尉中兵参軍に転じ、建威将軍の号を加えられた。北伐軍が長安を陥落させると、後秦の姚泓の娘婿の徐衆が残軍を率いて陣営の再建を図った。栄祖は檀道済らとともに徐衆の陣営を攻撃し、敵の多くを斬首した。
義熙14年（418年）、彭城国内史に任じられた。さらに相国参軍に任じられた。この年、建康に帰り、劉義符の下で中兵参軍となった。
永初元年（420年）、劉裕が帝位につくと、栄祖は越騎校尉に任じられた。まもなく右軍将軍の号を受けた。景平元年（423年）、北魏の軍が南侵してくると、司州刺史毛徳祖が敗死した。ときに栄祖は父の喪に服していたが、輔国将軍として起用された。かつての半城での功績を論じられて、都郷侯の爵位を受けた。栄祖は財産を軽んじて義を尊び、将士を可愛がったが、いっぽうでは偏屈な性格でもあった。
元嘉元年（424年）、少帝（劉義符）が廃位され、文帝（劉義隆）が即位すると、栄祖は謝晦に政権参加を求められたが、固辞して免官された。謝晦が荊州刺史として出向すると、栄祖は南蛮校尉として請われたが、やはり固辞した。この年の冬に死去した。

## 伝記資料
- 『宋書』巻45 列伝第5
- 『南史』巻17 列伝第7